# Hillesluis (wijk)
Hillesluis is een wijk in het Rotterdamse stadsdeel Feijenoord met 12.305 inwoners (2023). De wijk wordt begrensd door de Putselaan in het noorden, de spoorlijn Rotterdam-Dordrecht/Colosseumweg in het oosten, de Breeweg in het zuiden en de Groene Hilledijk en de Hillevliet in het westen.
De Beijerlandselaan en het noordelijke deel van de Groene Hilledijk vormen een langgerekt winkelcentrum, dat al sinds de jaren 60 bekendstaat als Boulevard Zuid. De 'boulevard' was destijds een geliefde plek voor jongeren om te flaneren ('een laantje pikken'). Voorheen liep over deze route ook de stoomtram van de RTM naar onder andere Barendrecht en de Hoeksche Waard, plaatselijk ook wel bekend als 'het moordenaartje'. Over de Beijerlandselaan lopen nu de RET tramlijn 5. Vroeger was er de Rotterdamse Voetbalvereniging Hillesluis gevestigd. Sinds 1968 is deze te vinden in de Rotterdamse wijk Kreekhuizen.
Hillesluis is een wijk met overwegend allochtone inwoners en een jonge leeftijdsopbouw. In 2001 en 2003 werd de wijk aangemerkt als onveilige wijk, met een veiligheidsindex van 3.7 / 3.8 op een schaal van 10. In 2008 kreeg ze het label probleemwijk met een veiligheidsindex van 4.6. In februari 2009 werd bekend dat Hillesluis hoog scoorde op de lijst met 40 probleemwijken van de toenmalige minister van volkshuisvesting Ella Vogelaar.

## Demografie
| Achtergrond inwoners Hillesluis (2020)    | Aantal | %     |
| ----------------------------------------- | ------ | ----- |
| Turken                                    | 3.140  | 26,07 |
| Autochtonen                               | 2.000  | 16,60 |
| Marokkanen                                | 1.800  | 14,94 |
| Surinamers                                | 1.265  | 10,50 |
| Antillianen                               | 650    | 5,40  |
| Overige Niet-Westerse migratieachtergrond | 1.775  | 14,74 |
| Westerse migratieachtergrond              | 1.415  | 11,75 |
|                                           |        |       |
| Totaal Niet-Westerse migratieachtergrond  | 8.630  | 71,65 |
| Totaal migratieachtergrond                | 10.045 | 83,40 |
| Totaal inwoners                           | 12.045 | 100   |

## Wijkraad
Tijdens de laatste gemeenteraadsverkiezingen in 2022 is in Hillesluis ook een nieuwe wijkraad verkozen. Deze bestaat uit:
- Deniz Çatikkaş (voorzitter)
- Adnan Erdoğan
- Atilla Gürtuna
- Marijn Prins
- Bilal Saidi
- Leonieke Schouwenburg
- Sharmine Tweeboom

## Fotogalerij

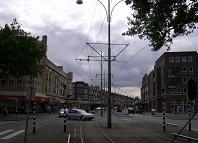
Beijerlandselaan in 2006
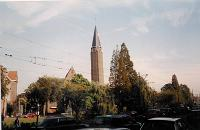
Maranathakerk uit 1930
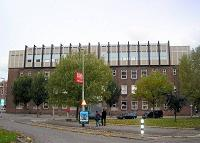
Voormalige Ambachtsschool nu Olympus College in 2006
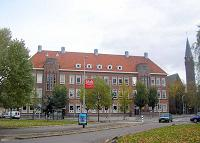
Voormalige ULO-school nu basisschool in 2006
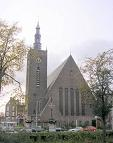
Breepleinkerk uit 1931
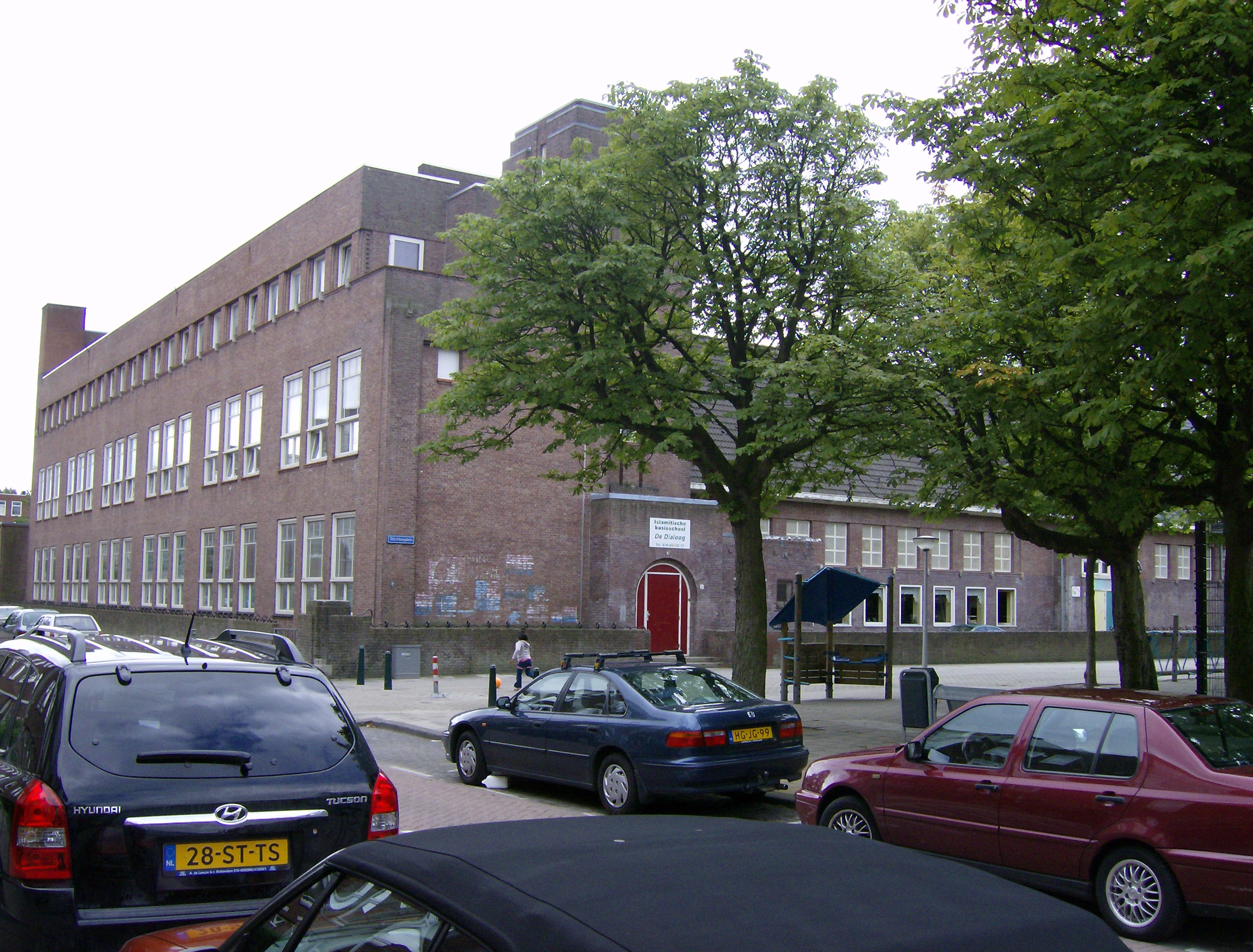
Schoolgebouw aan de Overijsselsestraat
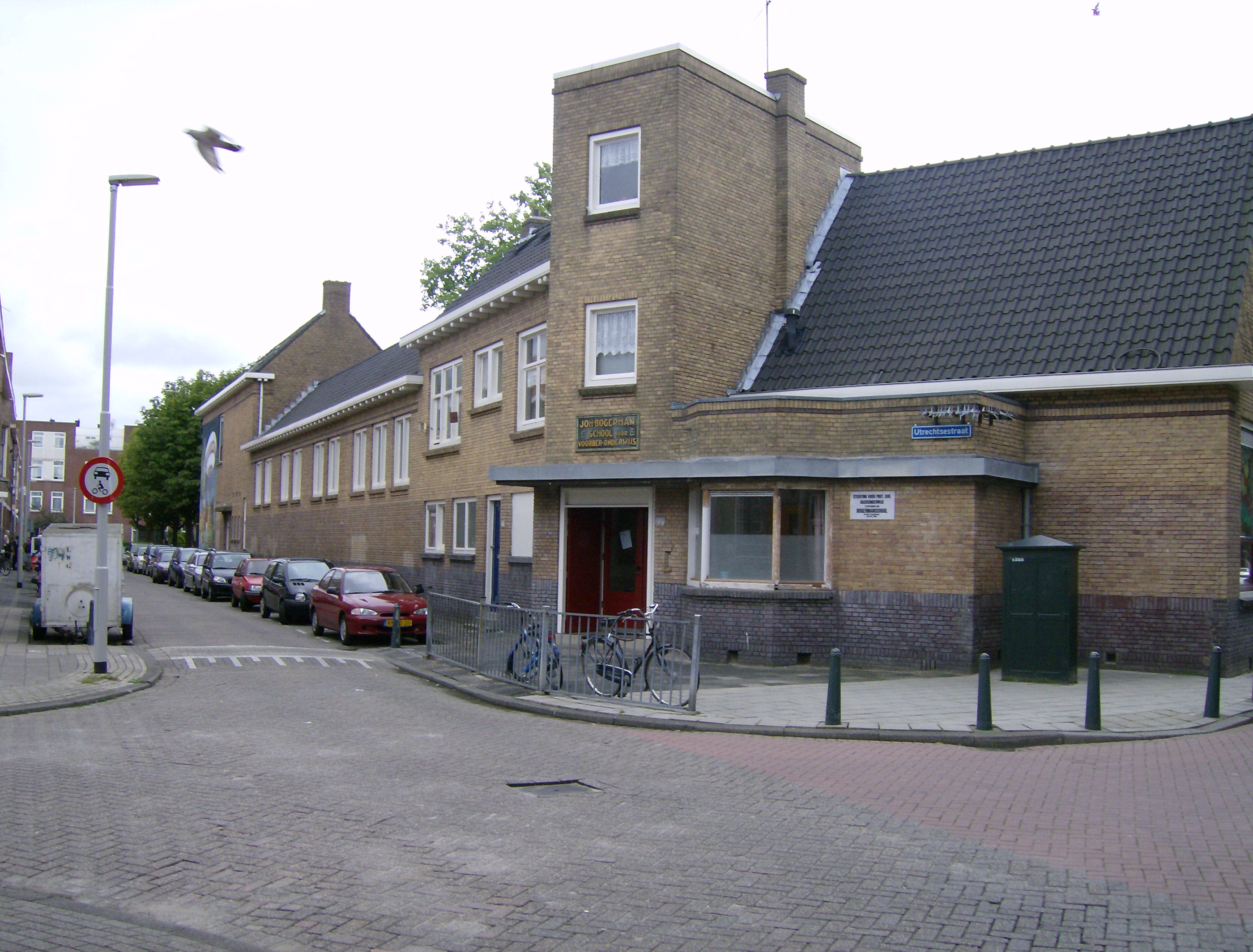
Basisschool Johan Bogermanschool
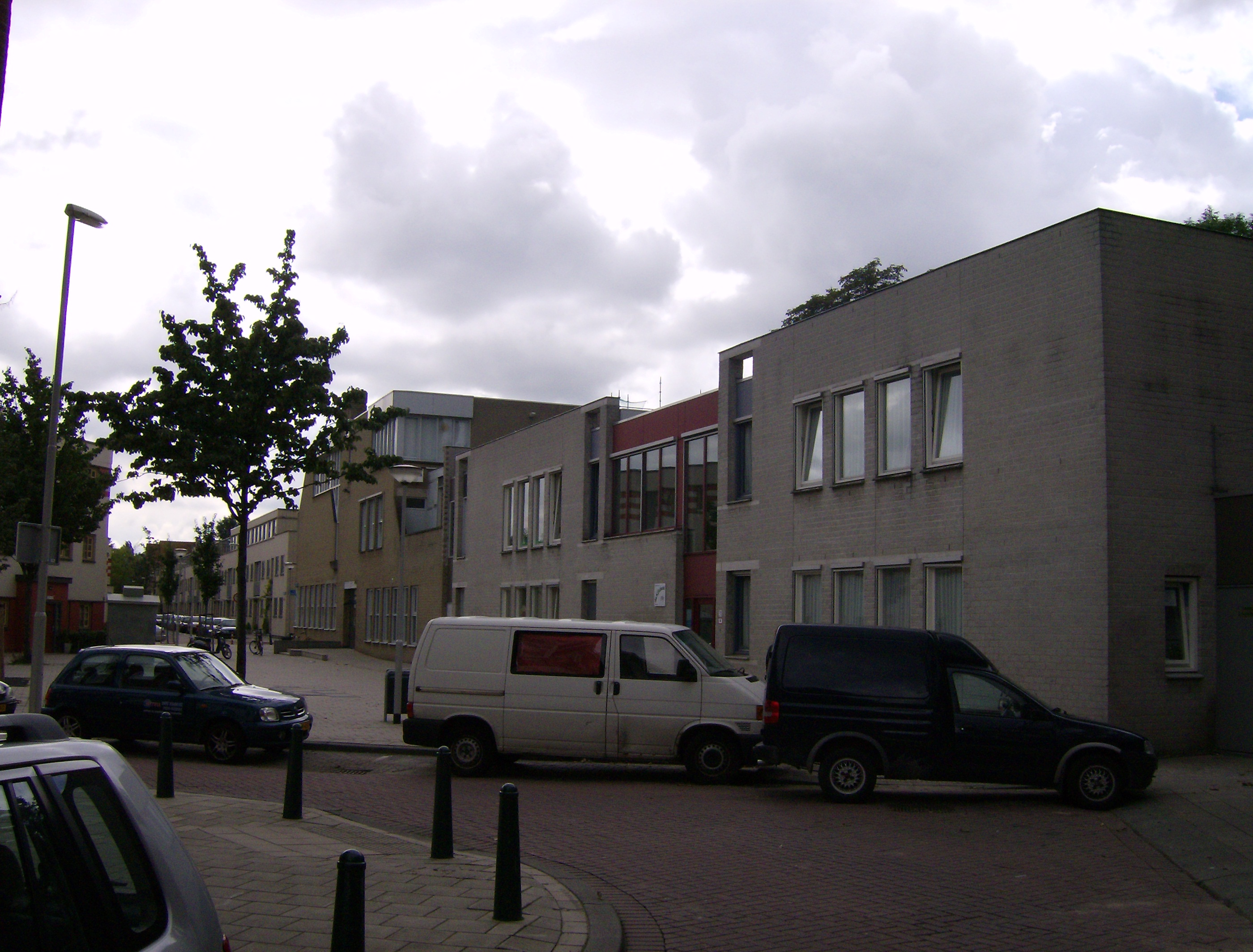
Buurthuis Het Ravenest met kinderdagverblijf

Afrikaanderwijk · 
Bloemhof · 
Feijenoord · 
Hillesluis · 
Katendrecht · 
Kop van Zuid · 
Noordereiland ·
Vreewijk
Rotterdam Centrum ·
Rotterdam-Noord ·
Rotterdam-Oost ·
Rotterdam-West ·
Rotterdam-Zuid ·
110-Morgen ·
Afrikaanderwijk ·
Agniesebuurt ·
Bergpolder ·
Beverwaard ·
Blijdorp ·
Blijdorpse polder ·
Bloemhof ·
Boomgaardshoek ·
Bospolder-Tussendijken ·
CS-kwartier ·
Carnisserbuurt ·
Cool ·
Crooswijk ·
De Esch ·
De Veranda ·
Delfshaven ·
Delfshaven-Schiemond ·
Dijkzigt ·
Feijenoord ·
Gadering ·
Groenenhagen-Tuinenhoven ·
Groot-IJsselmonde ·
Heijplaat ·
Het Lage Land ·
Hillegersberg ·
Hillesluis ·
Homerusbuurt ·
Hordijkerveld ·
Kandelaar ·
Karl Marxbuurt ·
Katendrecht ·
Kiefhoek ·
Kleinpolder ·
Kleiwegkwartier ·
Kop van Zuid ·
Kralingen ·
Kralingse Veer ·
Kreekhuizen ·
Landzicht ·
Liskwartier ·
Lloydkwartier ·
Lombardijen ·
Meeuwenplaat ·
Middelland ·
Middengebied ·
Millinxbuurt ·
Molenlaankwartier ·
Molièrebuurt ·
Nesselande ·
Nieuw Engeland ·
Nieuw-Mathenesse ·
Nieuwe Westen ·
Nooddorp ·
Noordereiland ·
Ommoord ·
Oosterflank ·
Oud-Charlois ·
Oud-IJsselmonde ·
Oud-Mathenesse ·
Oude Noorden ·
Oude Westen ·
Oudeland ·
Overschie ·
Pendrecht ·
Prinsenland ·
Provenierswijk ·
Reyeroord ·
Rubroek ·
Sagenbuurt ·
Scheepvaartkwartier ·
Schiebroek ·
Schiemond ·
's-Gravenland ·
Smeetsland ·
Spaanse Polder ·
Spangen ·
Sportdorp ·
Stadsdriehoek ·
Struisenburg ·
Tarwewijk ·
Terbregge ·
Tussenwater ·
Varenbuurt ·
Vondelingenplaat ·
Vreewijk ·
Waalhaven ·
Westpunt ·
Wielewaal ·
Witte Dorp ·
Zalmplaat ·
Zenobuurt ·
Zestienhoven ·
Zevenkamp ·
Zomerland ·
Zuidwijk